# Gourdou-Leseurre GL.30
Gourdou-Leseurre GL.30 là một loại máy bay đua chế tạo tại Pháp vào năm 1920, dựa trên họ máy bay tiêm kích thành công.

## Biến thể

### GL.30
- GL.30
- GL.31
- LGL.32
  - LGL.32.01
  - LGL.32T
  - LGL.32 Hy
  - LGL.321
  - LGL.323
  - LGL.324
- LGL.33
- LGL.34
  - LGL.341
- LGL.35
  - LGL.351
- LGL.390

### GL.40
- GL.410
- GL.430
  - GL.432
- GL.450
- GL.480
  - GL-482

### GL.520
- GL.520
  - GL.521

### GL.60
- GL.630
  - GL.633

## Quốc gia sử dụng
Pháp
- Không quân Pháp
- Hải quân Pháp

 România
- Không quân Hoàng gia Romania

 Cộng hòa Tây Ban Nha
- Không quân Cộng hòa Tây Ban Nha

 Thổ Nhĩ Kỳ
- Không quân Thổ Nhĩ Kỳ

## Tính năng kỹ chiến thuật (LGL-32C.1)
Đặc điểm tổng quát
- Kíp lái: 1
- Chiều dài: 7.55 m (24 ft 10 in)
- Sải cánh: 12.20 m (40 ft 0 in)
- Chiều cao: 2.95 m (9 ft 8 in)
- Diện tích cánh: 24.9 m2 (268 ft2)
- Trọng lượng rỗng: 963 kg (2.123 lb)
- Trọng lượng có tải: 1.376 kg (3.033 lb)
- Powerplant: 1 × Gnome-Rhône 9Ady, 313 kW (420 hp)

Hiệu suất bay
- Vận tốc cực đại: 250 km/h (155 mph)
- Tầm bay: 500 km (311 dặm)
- Trần bay: 9.700 m (31.800 ft)
- Vận tốc lên cao: 6,9 m/s (1.370 ft/phút)

Vũ khí trang bị
- 2 × Súng máy Vickers.303